# 태평로 (서귀포시)
태평로(Taepyeong-ro)는 대한민국 제주특별자치도 서귀포시 대륜동 수모루교차로 에서 동홍동 를잇는 도로이다.

## 주요 경유지
제주특별자치도
- 서귀포시 (대륜동 . 서귀동 . 동홍동)

## 노선
| 이름                  | 접속 노선                    | 소재지   | 소재지 | 비고 |
| --------------------- | ---------------------------- | -------- | ------ | ---- |
| 수모루 교차로         | 지방도 제1132호선 (일주동로) | 서귀포시 | 대륜동 |      |
| 외돌개입구 교차로     | 서홍로 남성중로              | 서귀포시 | 대륜동 |      |
| 서귀교                |                              | 서귀포시 | 대륜동 |      |
|                       | 서귀동                       | 서귀포시 |        |      |
| 서문로터리            | 중정로                       | 서귀포시 |        |      |
| 천지연폭포입구 교차로 | 솔동산로22번길               | 서귀포시 |        |      |
| (이름없음)            | 정방로                       | 서귀포시 |        |      |
| 서귀포중학교 교차로   | 중정로                       | 서귀포시 |        |      |
| 서신교                |                              | 서귀포시 |        |      |
|                       | 동홍동                       | 서귀포시 |        |      |
| (이름없음)            | 정방연로                     | 서귀포시 |        |      |

## 주요 건물 및 시설
- 서귀포여자고등학교 (태평로 80/호근동 1561)
- CU 서귀여고점 (태평로 95/호근동 1550-1)
- 서귀포예술의전당 (태평로 270/서홍동 551-1)
- GS25 서귀태평로점 (태평로 355/서귀동 961)
- GS25 서귀천지점 (태평로 392/서귀동 587-14)
- CU 서귀포송산점 (태평로 414/서귀동 573-11)
- 세븐일레븐 서귀포태평로점 (태평로 440/서귀동 156-1)
- 서귀포중학교 (태평로 474/서귀동 231)
- 세븐일레븐 서귀포노블휘닉스점 (태평로 505/동홍동 388-1)
- GS25 동홍중앙점 (태평로 509/동홍동 179)
- CU 서귀포세기점 (태평로 551/동홍동 139-10)
- 중동지구대 (태평로 552/동홍동 190-2)
- 농협 제주감귤하나로마트 (태평로 554/동홍동 190-1)